# Copa Mundial de Fútbol de 1950
La Copa Mundial de la FIFA Brasil 1950 fue la cuarta edición del campeonato mundial de fútbol masculino organizado por la FIFA. Tuvo lugar en Brasil desde el 24 de junio hasta el 16 de julio de 1950.
La FIFA recuperó la Copa Mundial después de que las ediciones previstas para 1942 y 1946 quedasen suspendidas por la Segunda Guerra Mundial. En homenaje a los 25 años de presidencia de Jules Rimet, el trofeo de campeones fue renombrado «Copa Jules Rimet». Las sucesivas retiradas provocaron que solo participasen 13 países: 6 europeos y 7 americanos. Destacaron especialmente el regreso de Uruguay, ausente en los dos últimos torneos, y el debut de Inglaterra luego de que las federaciones británicas reingresasen en la FIFA.
Debido a su formato de competición, usado solo en esta edición, la Copa Mundial de 1950 fue la única en la que no se celebró una final. En la fase preliminar los 13 participantes se dividían en cuatro grupos para enfrentarse todos contra todos en una vez. Los ganadores de cada grupo (Brasil, España, Suecia y Uruguay) pasaban después a una liguilla de cuatro bajo el mismo sistema, de la que saldría el campeón. El balón oficial fue Duplo T, fabricado por una compañía local.
La Copa Mundial de 1950 es especialmente recordada por el «Maracanazo», nombre por el que se conoce a la victoria de Uruguay sobre Brasil en la última jornada. A los brasileños les bastaba con un empate gracias a sus cómodas victorias contra españoles y escandinavos, mientras que a los charrúas solo les valía ganar. Sin embargo, saltó la sorpresa: a pesar de que Friaça adelantó a los locales, los visitantes remontaron gracias a sendos tantos de Schiaffino y Ghiggia. Con el marcador final de 1–2, Uruguay ganó su segunda Copa Mundial e igualó a Italia en el palmarés de ese entonces.

## Elección del país anfitrión

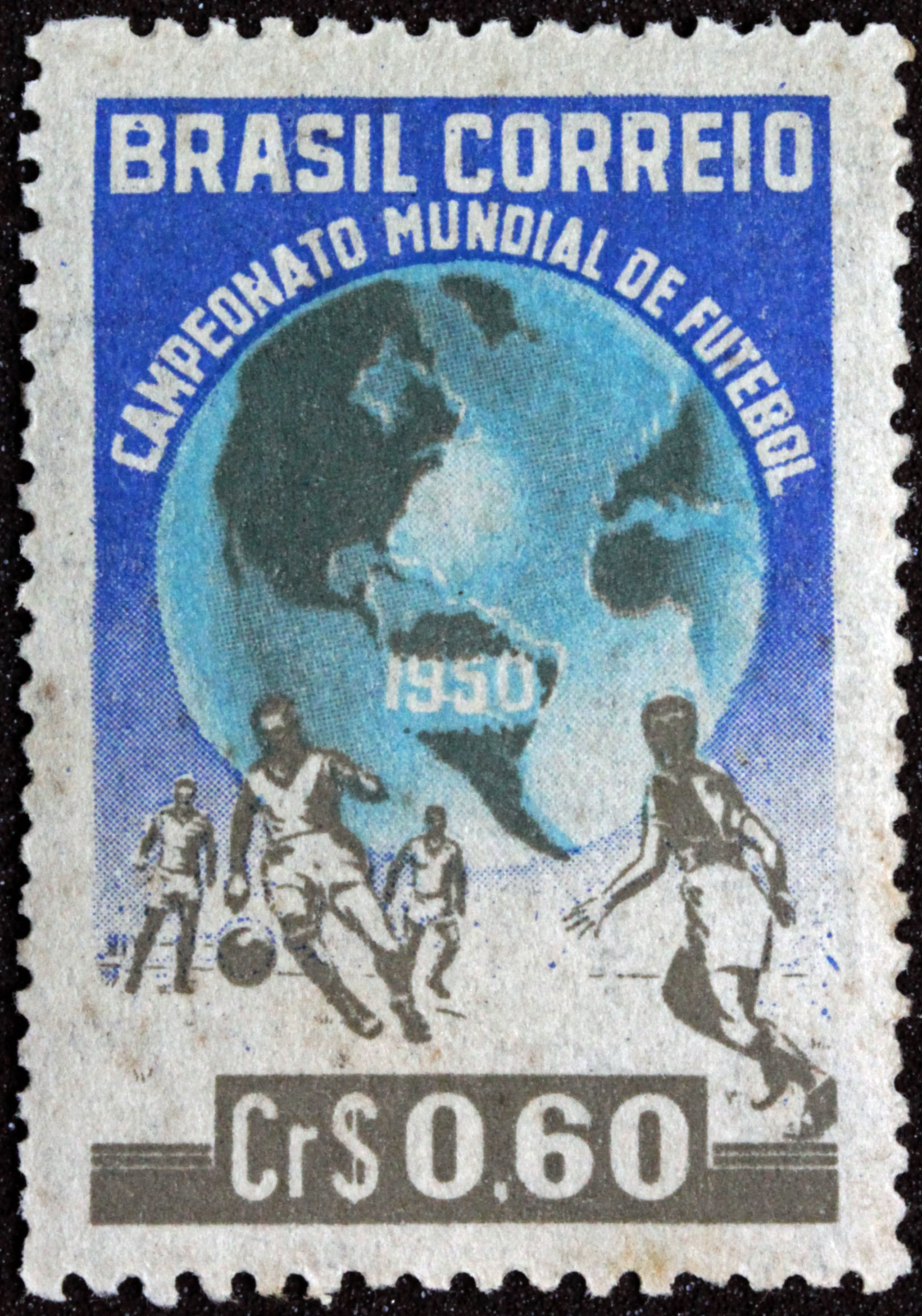
Sello postal brasileño con motivo de la Copa Mundial.

La Segunda Guerra Mundial provocó la suspensión de la Copa Mundial de 1942, para la que habían presentado candidatura la Alemania Nazi, Argentina y Brasil. La decisión de quién la albergaría estaba prevista en un congreso de la FIFA a celebrar en junio de 1938, pero su presidente Jules Rimet lo postergó a 1940. El estallido del conflicto un año antes hizo que todo quedase en suspenso, sin saber cuándo se volvería a retomar.
Cuando la guerra terminó en 1945, la FIFA quería reanudar la Copa Mundial tan pronto como fuera posible y programó un congreso para el año siguiente en Luxemburgo. Allí se planteó que Suiza acogiese la cuarta edición, prevista en principio para 1949, al ser una economía boyante. Esta propuesta no era posible a corto plazo porque el país helvético no contaba con estadios suficientes para un evento internacional.
Brasil dio un paso al frente para solucionar la falta de sedes y presentó un proyecto muy parecido al de 1942. Su presidente, Getúlio Vargas, se garantizó el apoyo del líder argentino Juan Domingo Perón siempre y cuando el siguiente evento en América fuese organizado por el país andino. Además, propusieron que la Copa Mundial se celebrase en 1950 para garantizar el mayor número posible de participantes. El 25 de julio de 1946, los dirigentes de la FIFA eligieron por unanimidad las únicas candidaturas presentadas: Brasil para la edición de 1950 y Suiza para la de 1954.
También se aprobó que el trofeo fuese renombrado «Copa Jules Rimet», en homenaje a sus 25 años de presidencia, y el reingreso en la FIFA de las cuatro federaciones británicas.

## Equipos participantes
En total, se inscribieron 34 selecciones a la fase de clasificación para 16 plazas. Los campeones de la última edición (Italia) y el anfitrión (Brasil) clasificaron automáticamente, por lo que quedaron en juego 14 cupos directos. Previamente la FIFA había decretado que Alemania y Japón no podían jugar por su papel en la Segunda Guerra Mundial como potencias del Eje. En cambio, Italia sí fue admitida gracias a su dirigente Ottorino Barassi, presidente de la Federación Italiana, quien había custodiado el trofeo de la Copa durante el conflicto. La Unión Soviética no quiso tomar parte.
En Sudamérica, sorprendió la baja de Argentina aduciendo discrepancias entre la Asociación del Fútbol Argentino y la Confederación Brasileña de Deportes. Las beneficiadas por su salida fueron Bolivia y Chile, rivales de grupo. Del mismo modo, Uruguay y Paraguay regresaban luego de dos ediciones ausentes por las salidas de Perú y Ecuador. Colombia fue expulsada de la FIFA en 1949 bajo la acusación de mantener una liga pirata.
Las cuatro asociaciones del Reino Unido —Inglaterra, Escocia, Gales e Irlanda del Norte— jugaron por primera vez la fase clasificatoria luego de su reingreso en la FIFA. En este caso, se permitió que la edición 1949/50 de su campeonato propio, el British Home Championship, sirviese como grupo clasificatorio con dos plazas directas. Inglaterra y Escocia llegaron a la última jornada con las dos primeras plazas aseguradas, aunque la federación escocesa había prometido antes del torneo que solo viajaría a Brasil si eran campeones. Al no darse esa situación, Inglaterra fue el representante británico y único debutante.
En el resto de Europa, varios países abandonaron la ronda previa por motivos económicos, poco favorables al gasto que suponía el desplazamiento en plena posguerra. España, Italia, Suecia, Suiza y Yugoslavia consiguieron el pase sin problemas, pero Turquía, campeona del grupo 2, se ausentó al alegar «dificultades insalvables». Para cubrir las bajas de Escocia y Turquía, el comité organizador cursó sendas invitaciones a Portugal y Francia. Los portugueses la rechazaron porque creían que debían haberla ganado en el terreno de juego, para disgusto de la comunidad lusitana en Brasil, mientras que los galos aceptaron en primera instancia y después renunciaron por razones económicas.
Las dos plazas de Norteamérica fueron para Estados Unidos y México. En cuanto a Asia, la India se benefició de la retirada de Birmania, Filipinas e Indonesia, pero no pudo viajar a Brasil por razones económicas. Si bien existe la leyenda de que la retirada se produjo porque la FIFA no les permitía jugar al fútbol descalzos, algo entonces común en ese país, se ha demostrado que era falsa; la Federación de Fútbol de la India no podía asumir el costo.
Al final, de las 16 clasificadas, solo participaron 13 selecciones: 6 europeas y 7 americanas. En cursiva, los debutantes:
| Equipos participantes | Equipos participantes | Equipos participantes | Equipos participantes |
| --------------------- | --------------------- | --------------------- | --------------------- |
| Bolivia               | Estados Unidos        | México                | Suiza                 |
| Brasil                | Inglaterra            | Paraguay              | Uruguay               |
| Chile                 | Italia                | Suecia                | Yugoslavia            |
| España                |                       |                       |                       |

## Organización
La FIFA estableció un comité organizador compuesto por cinco personas: el brasileño Sotero Cosme (secretario de la Confederación Brasileña de Deportes), el inglés Stanley Rous, el neerlandés Karel Lotsy, el francés Henri Delaunay y el alemán Ivo Schricker. Delaunay terminaría abandonando el comité en protesta por el formato de competición elegido.
La primera decisión que se tomó fue establecer dorsales de identificación para los jugadores, del 1 al 11 y comenzando obligatoriamente por el portero. Si bien era novedoso en el campeonato mundial, la numeración se estaba utilizando en la liga brasileña desde la década de 1940. Los dorsales fijos para cada jugador no llegarían hasta Suiza 1954.

### Formato de competición
La FIFA aceptó cambiar todo el formato de competición en 1947 a petición de Brasil. En vez de jugar una fase eliminatoria como en las dos últimas ediciones, los 16 participantes previstos se dividirían en cuatro grupos de cuatro equipos cada uno. En cada uno se enfrentan una vez entre sí, por el sistema de todos contra todos, y solo pasará ronda el campeón de grupo.
La novedad llegó en la fase final. Por primera y única vez en la Copa Mundial, se celebraría una liguilla entre los cuatro campeones de grupos, a todos contra todos en tres jornadas. La última parte de la propuesta dividió al comité organizador, pero los brasileños les convencieron de que aumentaría tanto la emoción como la recaudación. La edición de 1950 fue, por lo tanto, la única de la historia en la que no se celebró una final, si bien el Uruguay contra Brasil de la última jornada terminó siendo el partido decisivo.
Un año más tarde, en el congreso de Londres, la FIFA decidió hacer el sorteo de los grupos antes de que se jugaran las clasificatorias. Esta medida terminó siendo un quebradero de cabeza porque varias selecciones se retiraron antes de la inauguración. La FIFA fue incapaz de cubrir sus huecos, y al final los 13 participantes se dividieron de la siguiente forma: dos grupos de 4, uno de 3 y el último con solo 2.
Los grupos del campeonato quedaron de la siguiente forma (los cupos vacantes de los grupos 3 y 4 pertenecían a las selecciones que se retiraron):

Juego de inauguración del Estadio del Maracaná, antes de la Copa del Mundo de 1950. Archivo Nacional del Brasil.

| Grupo 1    | Grupo 2        | Grupo 3  | Grupo 4 |
| ---------- | -------------- | -------- | ------- |
| Brasil     | Inglaterra     | Italia   | Uruguay |
| Yugoslavia | España         | Suecia   | Bolivia |
| Suiza      | Chile          | Paraguay |         |
| México     | Estados Unidos |          |         |

### Sedes

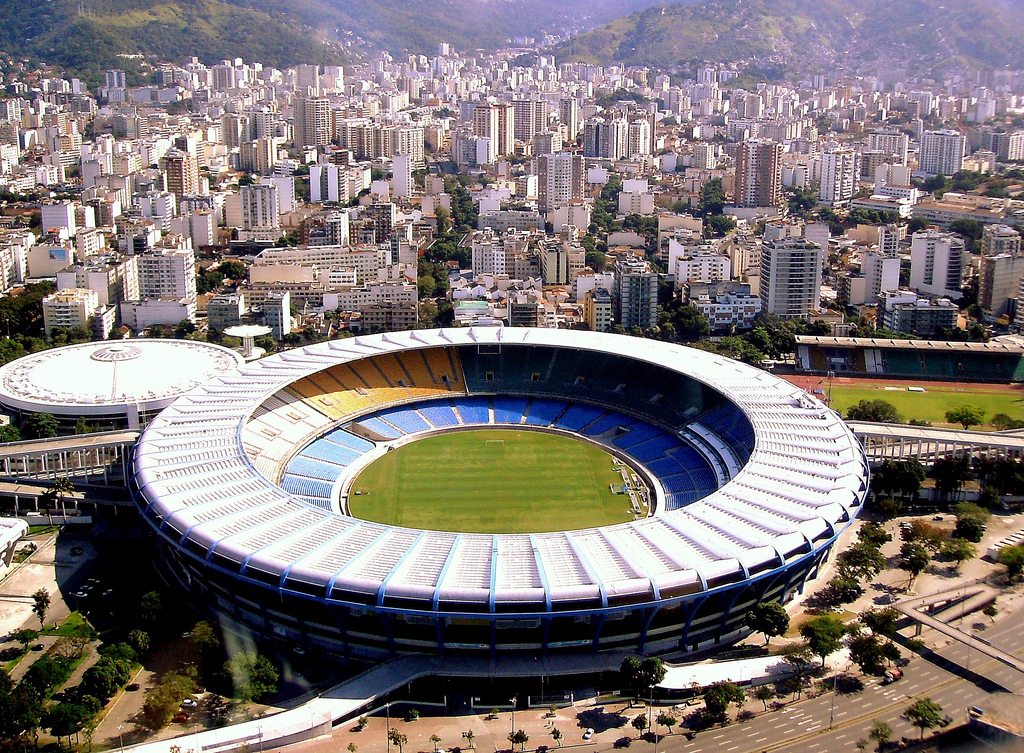
Vista aérea del estadio Maracaná.

El comité organizador estableció seis sedes. En la capital Río de Janeiro se construyó el estadio Maracaná, que en aquella época presentaba el mayor aforo de la historia, 183.000 espectadores en sus gradas. Eso suponían 50.000 localidades más que Hampden Park (Glasgow, Escocia) y cinco veces más aforo que el siguiente estadio local, São Januário. El gobierno carioca planteó una obra de tal magnitud para demostrar el potencial económico de Brasil a nivel internacional. Fue un periodista deportivo, Mário Filho, quien convenció a la opinión pública de que el nuevo recinto debía levantarse en el barrio de Maracaná. Las obras no comenzaron hasta el 2 de agosto de 1948, con menos de dos años de plazo, y se emplearon 10 000 obreros. Maracaná fue finalmente abierto el 16 de junio de 1950, una semana antes del inicio de competición, a pesar de que algunas partes aún no estaban acabadas. La inauguración oficial llegó el 24 de junio, en el primer partido de Brasil.
La segunda sede más importante fue São Paulo, ciudad más poblada del país y centro financiero. El estadio Pacaembú, abierto en 1940, vio duplicado su aforo hasta los 60.000 espectadores para ser subsede de la fase final. Las restantes estuvieron condicionadas por la presión de los gobiernos estatales al comité organizador, que tuvo que ampliar el número de sedes. Los estados de Paraná, Río Grande del Sur y Minas Gerais consiguieron que sus capitales, Curitiba, Porto Alegre y Belo Horizonte, fuesen aceptadas. Del mismo modo, la norteña Recife (Pernambuco) lo logró a pesar de su lejanía del resto. En ningún caso esas cuatro ciudades albergaron más de tres partidos.
| Ciudad         | Estadio                           | Capacidad |
| -------------- | --------------------------------- | --------- |
| Río de Janeiro | Estadio Maracaná                  | 200 000   |
| Recife         | Estadio Ilha do Retiro            | 60 000    |
| São Paulo      | Estadio Pacaembú                  | 45 000    |
| Belo Horizonte | Estadio Independência             | 25 000    |
| Curitiba       | Estadio Durival de Britto e Silva | 12 000    |
| Porto Alegre   | Estadio Eucaliptos                | 7000      |

### Balón

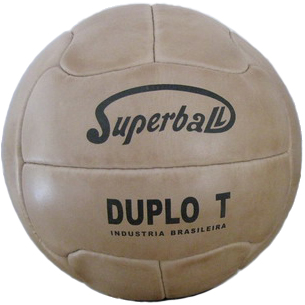
Réplica del balón oficial de la Copa Mundial de 1950.

El balón del torneo fue una «Superball Duplo T» de fabricación brasileña, siendo la primera vez que se utilizaba un balón sin tiento.
Se atribuye su invento a los argentinos Luis Polo, Antonio Tossolini y Juan Valbonesi, y formaban parte del fútbol sudamericano desde la década de 1940. La «Superball» brasileña perfeccionaba el modelo original: era un balón de 12 paneles, con costura y pico invisibles, que se podía inflar con una válvula.

### Lista de árbitros
La FIFA anunció una lista de 27 árbitros y asistentes, procedentes de Europa y América. De los 14 que dirigieron al menos un partido (en negrita), 11 fueron europeos y los 3 sudamericanos restantes, de Brasil.
En aquella época no se seguía un reglamento común; mientras los británicos permitían las cargas sobre los porteros, los sudamericanos hacían lo propio con las cargas por la espalda y el resto de Europa las sancionaba. Por ello, la FIFA organizó una sesión formativa en Río de Janeiro con todos los colegiados, bajo la instrucción del veterano árbitro inglés George Reader, para que todos cumpliesen el mismo código. En caso de lesión, los jugadores debían salir fuera del terreno de juego para que se pudiera reanudar.
George Reader fue también el elegido para dirigir el encuentro decisivo entre Brasil y Uruguay.
| América - Alfredo Álvarez - Alberto da Gama Malcher - Mário Gardelli - Mário Gonçalves Viana - Sergio Bustamante - Prudencio García - Carlos Estévez Tejada - Cayetano de Nicola - Mario Rubén Heyn - Esteban Marino | Europa - Alois Beranek - George Mitchell - José García Carrión - Ramón Azón Roma - Charles de La Salle - Benjamin Griffiths - Karel van der Meer - Arthur Ellis - George Reader | - Reginald Leafe - Generoso Dattilo - Giovanni Galeati - Leo Lemešić - José Vieira da Costa - Gunnar Dahlner - Ivan Eklind - Jean Lutz |

## Desarrollo

### Fase de grupos

#### Grupo 1
En este grupo participaron Brasil, Yugoslavia, Suiza y México, con los dos primeros como favoritos para el pase. Aunque Maracaná se estrenó una semana antes, la inauguración oficial llegó el 24 de junio con el primer partido entre Brasil y México, donde los locales ganaron por goleada (4–0). Al día siguiente, Yugoslavia batió a los helvéticos por 3–0. Sin embargo, la segunda jornada deparó una sorpresa: mientras los balcánicos volvían a vencer con suficiencia, Brasil empató 2–2 contra Suiza en su único partido en São Paulo. El técnico local Flávio Costa hizo cuatro cambios respecto al choque anterior para contentar al público paulista, pero el delantero Jacques Fatton les aguó la fiesta con sendos tantos.
El pase de grupo se decidió en la última jornada entre Brasil y Yugoslavia, el 1 de julio en Maracaná, y a los brasileños solo les valía la victoria. Antes del partido se produjo la lesión de Rajko Mitić al golpearse la cabeza con el marco de la puerta de los vestuarios. Los yugoslavos no querían dejarle fuera porque entonces no se permitían los cambios, así que saltaron al campo con 10 hombres mientras le curaban la herida. Brasil aprovechó la superioridad numérica para adelantarse con gol de Ademir. Cuando Mitić se incorporó los suyos ya estaban en desventaja, y aunque buscaron el empate por todos los medios, no fueron capaces de perforar la portería de Moacir Barbosa. Al final, Zizinho hizo el 2–0 definitivo en el minuto 69. Brasil ya estaba en la fase final.

#### Grupo 2
El segundo grupo reunió a Inglaterra, España, Chile y Estados Unidos. La primera jornada terminó según lo previsto: los ingleses, favoritos para la prensa, vencieron a Chile por 2–0, mientras que España, con más dificultades de las esperadas, batió a los estadounidenses por 3–1 con tres goles en los últimos diez minutos. En la segunda fecha, España ganó a los chilenos por 2–0 gracias a los tantos de Basora y Zarra y a la gran actuación en portería de Antoni Ramallets, quien se ganó el apodo de «gato de Maracaná». Inglaterra estaba tan confiada en superar al cuadro estadounidense en Belo Horizonte que alineó al mismo equipo del debut y dejó fuera a su estrella Stanley Matthews. Pero el 29 de junio de 1950 ocurrió lo inesperado: Estados Unidos, un equipo en el que solo había un futbolista profesional, ganó 1–0 con gol del haitiano Joe Gaetjens.
Llegados a la última jornada, Inglaterra necesitaba vencer a España el 2 de julio en Maracaná para clasificarse, algo que tampoco sucedió. La entonces apodada «furia española», capitaneada por Piru Gaínza, disputó su mejor partido del torneo. A los tres minutos de la segunda parte, Telmo Zarra superó a Bert Williams con un suave disparo, narrado a todo el país por Matías Prats en RNE. España ganó por 1–0 y se había clasificado contra todo pronóstico. Tras la victoria, el presidente de la Federación española, Armando Muñoz Calero, le envió un telegrama a Franco en el que destacaba la frase «Excelencia, hemos vencido a la pérfida Albión.». El otro encuentro entre Chile y los Estados Unidos, el único disputado en Recife, sirvió para que el delantero Jorge «George» Robledo, delantero de la Liga inglesa, diese un recital en la única victoria chilena (5–2).

#### Grupo 3
El grupo 3 tenía tres selecciones: Italia, Suecia y Paraguay. La participación de Italia estuvo marcada por la tragedia de Superga, ocurrida el 4 de mayo de 1949 cuando la plantilla del Torino Football Club falleció en un accidente aéreo. De los 11 titulares de la selección italiana de ese período, 10 pertenecían al club, entre ellos el capitán Valentino Mazzola. Los nuevos convocados por Italia, aún consternados, se negaron a viajar en avión y prefirieron cruzar el Atlántico en el buque Sises. El viaje duró más de dos semanas y para cuando llegaron a São Paulo estaban agotados, sin entrenar en condiciones. El comité organizador hizo que Italia jugase sus dos partidos en la capital paulista porque allí residía una numerosa comunidad de inmigrantes italianos.
El 25 de junio de 1950 se enfrentaron Suecia e Italia en Pacaembú. Los transalpinos eran los claros favoritos, mientras que Suecia, ganadora de la medalla de oro en los Juegos Olímpicos de 1948, se presentó con una plantilla de talentosos amateurs como Lennart Skoglund y Hasse Jeppson. Al final los suecos sorprendieron a público y prensa con una clara victoria por 3–2 que marcó el resto de la ronda. En el siguiente partido, Suecia empató con Paraguay por 2–2. Este resultado eliminaba a los azzurri y aún daba esperanzas a los guaraníes, dirigidos por Manuel Fleitas. Sin embargo, Italia derrotó a los paraguayos por 2–0 con goles de Carapellese y Pandolfini, limpiando la pobre imagen ofrecida en su debut. Suecia obtuvo la clasificación.

#### Grupo 4
Debido a que dos selecciones clasificadas se retiraron antes de tiempo, el cuarto grupo solo contó con Uruguay y Bolivia, que disputaron un único partido el 2 de julio en Belo Horizonte. El combinado oriental salió con todas sus estrellas y era el claro favorito, así que el estadio Independência registró la peor entrada del torneo: 5.300 espectadores. Uruguay certificó su pase con un claro 8–0, cuatro goles en la primera mitad y otros cuatro en la segunda. Óscar Míguez hizo una tripleta.

### Fase final
Las tres jornadas de la fase final se disputaron los días 9, 13 y 16 de julio en los estadios de Maracaná (Río de Janeiro) y Pacaembú (São Paulo). En las dos primeras, Brasil realizó una exhibición de buen juego al derrotar a Suecia (7–1) y España (6–1), marcando 13 goles a favor en solo dos partidos. Uruguay cumplió sus dos primeros compromisos en São Paulo. En el primero estuvo a punto de perder contra España, pero Obdulio Varela empató 2–2 en la segunda mitad. Y en el segundo, con más apuros de los esperados, arrancó una victoria a Suecia (3–2) con gol de Óscar Míguez a cinco minutos del final. Al llegar la última jornada, los únicos países con opciones de título eran Brasil (4 puntos) y Uruguay (3 puntos), que debían enfrentarse directamente.
El tercer puesto se decidió el 19 de julio en Pacaembú. Suecia fue muy superior a España y acabó ganando por 3–1 con goles de Sundqvist, Mellberg y Palmér. El vasco Zarra recortó distancias antes del final.

#### Maracanazo

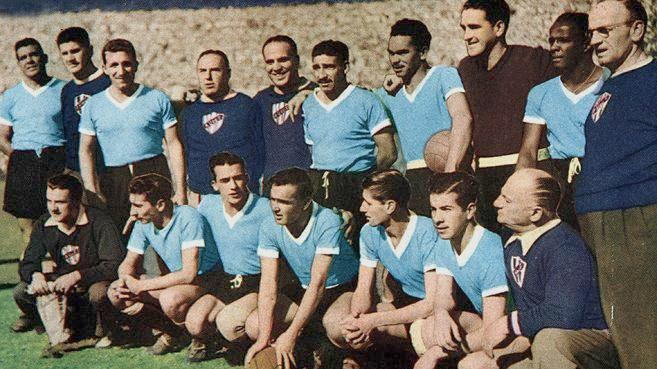
Selección uruguaya, campeona del mundo de 1950. De izquierda a derecha, de pie (con exclusión de los miembros de la AUF, quienes tienen el símbolo de la asociación en el medio del pecho): Varela, Tejera, Gambetta, González, Máspoli y Andrade. En cuclillas: Ghiggia, Pérez, Míguez, Schiaffino y Morán. De pie, entre Varela y Tejera está el entrenador Juan López Fontana.

Sin final por el propio sistema de competición, el duelo de la última jornada entre Brasil y Uruguay terminó siendo decisivo. Los brasileños lideraban el grupo con 4 puntos y les bastaba el empate para campeonar, mientras que los uruguayos (3 puntos) solo podían superarles con la victoria. En este escenario, la sociedad brasileña ya estaba celebrando un título que aún no habían logrado. En el día del partido, los principales diarios de Río de Janeiro llevaban titulares como «Brasil Campeão Mundial de Futebol 1950». Tal era el ambiente triunfalista que incluso el presidente de la FIFA, Jules Rimet, llevaba un discurso en el bolsillo derecho de su chaqueta, en homenaje a los campeones brasileños, escrito en portugués.
Previamente la selección uruguaya había jugado tres partidos contra Brasil, con dos triunfos brasileños (2–1 y 1–0) y uno charrúa (4–3). La diferencia entre ambos equipos no era excesiva, si bien los brasileños partían como favoritos por la superioridad de su ataque y por su condición de país anfitrión.
El 16 de julio de 1950, a las 15:00 (UTC-3), los equipos brasileño y uruguayo, así como el árbitro inglés George Reader, fueron recibidos en el estadio Maracaná por casi 200.000 espectadores. En los vestuarios, el seleccionador charrúa Juan López Fontana pidió a sus hombres que jugaran defensivamente para evitar una derrota humillante. Sin embargo, cuando López se retiró, Obdulio Varela les reclamó justo lo contrario: «Juancito es un buen hombre, pero ahora se equivoca. Si jugamos para defendernos, nos sucederá lo mismo que a Suecia o España».

Brasil dominó por completo la primera parte y los uruguayos mantuvieron la portería a cero gracias a las atajadas de Roque Gastón Máspoli. Tras la reanudación, Friaça anotó el 1–0 para júbilo del público local. Varela detuvo el ritmo al reclamar al árbitro un fuera de juego inexistente, con el que quería restar tensión a la situación. A partir de ese momento, los chárruas se crecieron. En el minuto 66, Alcides Ghiggia escapó por la derecha y tras simular que remataría a puerta optó por un pase al medio del área, donde el ingreso sin marcas de Juan Alberto Schiaffino le permitió igualar. Y en el minuto 79, un ataque entre Ghiggia y Julio Pérez por la banda derecha supuso la remontada. Ghiggia superó en la marca a Bigode, amagó un centrochut y logró que el arquero Moacir Barbosa dejase un resquicio en el palo derecho, para batirle con un tiro raso. Ese tanto suponía el 1–2 definitivo y Maracaná quedó en completo silencio, tal y como ha recordado el propio Ghiggia:
Solo tres personas en la historia han conseguido hacer callar al Estadio Maracaná: el Papa, Frank Sinatra y yo.
Los brasileños buscaron el empate por todos los medios, pero ya era demasiado tarde. Al cumplirse el tiempo oficial, George Reader pitó el final y los uruguayos fueron los únicos en celebrarlo. La mayoría del público y futbolistas locales salieron en silencio, apenados por la oportunidad perdida. Tal era la conmoción que Jules Rimet aseguró haberle entregado la Copa de la Victoria al capitán Obdulio Varela «casi a escondidas». La prensa calificó lo sucedido de «Maracanazo» y, desde entonces, este partido pasó a ser recordado como uno de los más importantes de la historia del fútbol.

## Resultados

### Primera fase

#### Grupo 1
| Equipo     | Pts | PJ | PG | PE | PP | GF | GC | Dif |
| ---------- | --- | -- | -- | -- | -- | -- | -- | --- |
| Brasil     | 5   | 3  | 2  | 1  | 0  | 8  | 2  | 6   |
| Yugoslavia | 4   | 3  | 2  | 0  | 1  | 7  | 3  | 4   |
| Suiza      | 3   | 3  | 1  | 1  | 1  | 4  | 6  | –2  |
| México     | 0   | 3  | 0  | 0  | 3  | 2  | 10 | –8  |

| 24 de junio de 1950, 15:00 | Brasil                                    | 4:0 (1:0) | México | Estádio Maracaná, Río de Janeiro                          |                                                           |
|                            | Ademir 30', 79' · Jair 65' · Baltazar 71' | Reporte   |        | Asistencia: 81.649 espectadores Árbitro(s): George Reader | Asistencia: 81.649 espectadores Árbitro(s): George Reader |

| 25 de junio de 1950, 15:00 | Yugoslavia                               | 3:0 (0:0) | Suiza | Estádio Independência, Belo Horizonte                       |                                                             |
|                            | Mitić 59' · Tomašević 70' · Ognjanov 84' | Reporte   |       | Asistencia: 7.336 espectadores Árbitro(s): Giovanni Galeati | Asistencia: 7.336 espectadores Árbitro(s): Giovanni Galeati |

| 28 de junio de 1950, 15:00 | Brasil                       | 2:2 (2:1) | Suiza           | Estádio do Pacaembu, São Paulo                              |                                                             |
|                            | Alfredo II 3' · Baltazar 32' | Reporte   | Fatton 17', 88' | Asistencia: 42.032 espectadores Árbitro(s): Ramón Azón Roma | Asistencia: 42.032 espectadores Árbitro(s): Ramón Azón Roma |

| 28 de junio de 1950, 15:00 | Yugoslavia                                     | 4:1 (2:0) | México           | Estádio Eucaliptos, Porto Alegre                           |                                                            |
|                            | Bobek 20' · Čajkovski 23', 51' · Tomašević 81' | Reporte   | Ortiz 89' (pen.) | Asistencia: 11.078 espectadores Árbitro(s): Reginald Leafe | Asistencia: 11.078 espectadores Árbitro(s): Reginald Leafe |

| 1 de julio de 1950, 15:00 | Brasil                  | 2:0 (1:0) | Yugoslavia | Estádio Maracaná, Río de Janeiro                                |                                                                 |
|                           | Ademir 4' · Zizinho 69' | Reporte   |            | Asistencia: 142.429 espectadores Árbitro(s): Benjamin Griffiths | Asistencia: 142.429 espectadores Árbitro(s): Benjamin Griffiths |

| 2 de julio de 1950, 15:40 | Suiza                   | 2:1 (2:0) | México      | Estadio Eucaliptos, Porto Alegre                       |                                                        |
|                           | Bader 10' · Antenen 44' | Reporte   | Casarín 89' | Asistencia: 3.580 espectadores Árbitro(s): Ivan Eklind | Asistencia: 3.580 espectadores Árbitro(s): Ivan Eklind |

#### Grupo 2
| Equipo         | Pts | PJ | PG | PE | PP | GF | GC | Dif |
| -------------- | --- | -- | -- | -- | -- | -- | -- | --- |
| España         | 6   | 3  | 3  | 0  | 0  | 6  | 1  | 5   |
| Inglaterra     | 2   | 3  | 1  | 0  | 2  | 2  | 2  | 0   |
| Chile          | 2   | 3  | 1  | 0  | 2  | 5  | 6  | –1  |
| Estados Unidos | 2   | 3  | 1  | 0  | 2  | 4  | 8  | –4  |

| 25 de junio de 1950, 15:00 | España                            | 3:1 (0:1) | Estados Unidos | Estádio Durival de Britto e Silva, Curitiba            |                                                        |
|                            | Igoa 81' · Basora 83' · Zarra 89' | Reporte   | Pariani 17'    | Asistencia: 9.511 espectadores Árbitro(s): Mário Viana | Asistencia: 9.511 espectadores Árbitro(s): Mário Viana |

| 25 de junio de 1950, 15:00                   | Inglaterra                  | 2:0 (1:0) | Chile | Estádio Maracaná, Río de Janeiro                               |                                                                |
|                                              | Mortensen 39' · Mannion 51' | Reporte   |       | Asistencia: 29.703 espectadores Árbitro(s): Karel van der Meer | Asistencia: 29.703 espectadores Árbitro(s): Karel van der Meer |
| Primera victoria de Inglaterra en Mundiales. |                             |           |       |                                                                |                                                                |

| 29 de junio de 1950, 15:00 | España                 | 2:0 (2:0) | Chile | Estádio Maracaná, Río de Janeiro                            |                                                             |
|                            | Basora 17' · Zarra 30' | Reporte   |       | Asistencia: 19.790 espectadores Árbitro(s): Alberto Malcher | Asistencia: 19.790 espectadores Árbitro(s): Alberto Malcher |

| 29 de junio de 1950, 15:00                               | Estados Unidos | 1:0 (1:0) | Inglaterra | Estádio Independência, Belo Horizonte                        |                                                              |
|                                                          | Gaetjens 38'   | Reporte   |            | Asistencia: 10.151 espectadores Árbitro(s): Generoso Dattilo | Asistencia: 10.151 espectadores Árbitro(s): Generoso Dattilo |
| Para este partido véase Estados Unidos 1 - 0 Inglaterra. |                |           |            |                                                              |                                                              |

| 2 de julio de 1950, 15:00 | España    | 1:0 (0:0) | Inglaterra | Estádio Maracaná, Río de Janeiro                             |                                                              |
|                           | Zarra 48' | Reporte   |            | Asistencia: 74.462 espectadores Árbitro(s): Giovanni Galeati | Asistencia: 74.462 espectadores Árbitro(s): Giovanni Galeati |

| 2 de julio de 1950, 15:00                      | Chile                                                     | 5:2 (2:0) | Estados Unidos                | Estadio Ilha do Retiro, Recife                            |                                                           |
|                                                | Robledo 16' · Cremaschi 32', 60' · Prieto 54' · Riera 82' | Reporte   | Wallace 47' · Maca 48' (pen.) | Asistencia: 8.501 espectadores Árbitro(s): Mário Gardelli | Asistencia: 8.501 espectadores Árbitro(s): Mário Gardelli |
| Mayor goleada de Chile en las Copas del Mundo. |                                                           |           |                               |                                                           |                                                           |

#### Grupo 3
| Equipo   | Pts | PJ | PG | PE | PP | GF | GC | Dif |
| -------- | --- | -- | -- | -- | -- | -- | -- | --- |
| Suecia   | 3   | 2  | 1  | 1  | 0  | 5  | 4  | 1   |
| Italia   | 2   | 2  | 1  | 0  | 1  | 4  | 3  | 1   |
| Paraguay | 1   | 2  | 0  | 1  | 1  | 2  | 4  | –2  |

| 25 de junio de 1950, 15:00 | Suecia                           | 3:2 (2:1) | Italia                          | Estádio do Pacaembu, São Paulo                        |                                                       |
|                            | Jeppson 25', 69' · Andersson 34' | Reporte   | Carapellese 7' · Muccinelli 78' | Asistencia: 36.502 espectadores Árbitro(s): Jean Lutz | Asistencia: 36.502 espectadores Árbitro(s): Jean Lutz |

| 29 de junio de 1950, 15:30 | Suecia                     | 2:2 (2:1) | Paraguay                     | Estadio Durival de Britto e Silva, Curitiba                |                                                            |
|                            | Sundqvist 17' · Palmér 26' | Reporte   | López Fretes 35' · López 74' | Asistencia: 7.903 espectadores Árbitro(s): Robert Mitchell | Asistencia: 7.903 espectadores Árbitro(s): Robert Mitchell |

| 2 de julio de 1950, 15:00 | Italia                           | 2:0 (1:0) | Paraguay | Estádio do Pacaembu, São Paulo                           |                                                          |
|                           | Carapellese 12' · Pandolfini 63' | Reporte   |          | Asistencia: 25.811 espectadores Árbitro(s): Arthur Ellis | Asistencia: 25.811 espectadores Árbitro(s): Arthur Ellis |

#### Grupo 4
| Equipo  | Pts | PJ | PG | PE | PP | GF | GC | Dif |
| ------- | --- | -- | -- | -- | -- | -- | -- | --- |
| Uruguay | 2   | 1  | 1  | 0  | 0  | 8  | 0  | 8   |
| Bolivia | 0   | 1  | 0  | 0  | 1  | 0  | 8  | –8  |

| 2 de julio de 1950, 15:00 | Uruguay                                                                          | 8:0 (4:0) | Bolivia | Estadio Independência, Belo Horizonte                    |                                                          |
|                           | Míguez 14', 40', 51' · Vidal 18' · Schiaffino 23', 54' · Pérez 83' · Ghiggia 87' | Reporte   |         | Asistencia: 5.284 espectadores Árbitro(s): George Reader | Asistencia: 5.284 espectadores Árbitro(s): George Reader |

### Fase final
| Equipo  | Pts | PJ | PG | PE | PP | GF | GC | Dif |
| ------- | --- | -- | -- | -- | -- | -- | -- | --- |
| Uruguay | 5   | 3  | 2  | 1  | 0  | 7  | 5  | 2   |
| Brasil  | 4   | 3  | 2  | 0  | 1  | 14 | 4  | 10  |
| Suecia  | 2   | 3  | 1  | 0  | 2  | 6  | 11 | –5  |
| España  | 1   | 3  | 0  | 1  | 2  | 4  | 11 | –7  |

| 9 de julio de 1950, 15:00                                                                   | Brasil                                                  | 7:1 (3:0) | Suecia               | Estádio Maracaná, Río de Janeiro                          |                                                           |
|                                                                                             | Ademir 17', 36', 52', 58' · Chico 39', 88' · Maneca 85' | Reporte   | Andersson 67' (pen.) | Asistencia: 138.886 espectadores Árbitro(s): Arthur Ellis | Asistencia: 138.886 espectadores Árbitro(s): Arthur Ellis |
| Ademir se convierte en el segundo jugador en anotar 4 goles en un partido en los mundiales. |                                                         |           |                      |                                                           |                                                           |

| 9 de julio de 1950, 15:00 | Uruguay                  | 2:2 (1:2) | España          | Estádio do Pacaembu, São Paulo                                 |                                                                |
|                           | Ghiggia 29' · Varela 73' | Reporte   | Basora 37', 39' | Asistencia: 44.802 espectadores Árbitro(s): Benjamin Griffiths | Asistencia: 44.802 espectadores Árbitro(s): Benjamin Griffiths |

| 13 de julio de 1950, 15:00 | Uruguay                       | 3:2 (1:2) | Suecia                    | Estádio do Pacaembu, São Paulo                              |                                                             |
|                            | Ghiggia 39' · Míguez 77', 85' | Reporte   | Palmér 5' · Sundqvist 40' | Asistencia: 7.987 espectadores Árbitro(s): Giovanni Galeati | Asistencia: 7.987 espectadores Árbitro(s): Giovanni Galeati |

| 13 de julio de 1950, 15:00 | Brasil                                                    | 6:1 (3:0) | España   | Estádio Maracaná, Río de Janeiro                            |                                                             |
|                            | Jair 21' · Chico 31', 55' · Ademir 15', 57' · Zizinho 67' | Reporte   | Igoa 71' | Asistencia: 152.772 espectadores Árbitro(s): Reginald Leafe | Asistencia: 152.772 espectadores Árbitro(s): Reginald Leafe |

| 16 de julio de 1950, 15:00 | Suecia                                    | 3:1 (2:0) | España    | Estadio do Pacaembu, São Paulo                                 |                                                                |
|                            | Sundqvist 15' · Mellberg 33' · Palmér 80' | Reporte   | Zarra 82' | Asistencia: 11.227 espectadores Árbitro(s): Karel van der Meer | Asistencia: 11.227 espectadores Árbitro(s): Karel van der Meer |

| 16 de julio de 1950, 15:00 | Uruguay                      | 2:1 (0:0) | Brasil     | Estadio Maracaná, Río de Janeiro                           |                                                            |
| | Schiaffino 65' · Ghiggia 79' | Reporte   | Friaça 47' | Asistencia: 173.850 espectadores Árbitro(s): George Reader | Asistencia: 173.850 espectadores Árbitro(s): George Reader |
| Para este partido véase Maracanazo. Alcides Ghiggia fue el primer jugador en marcar en todos los partidos, disputados hasta el final del torneo. |                              |           |            |                                                            |                                                            |

|                            |
| Bandera de Uruguay         |
| Campeón Uruguay 2.º título |

## Estadísticas
| Equipo | Equipo         | Pts | PJ | PG | PE | PP | GF | GC | Dif | Rend   |
| ------ | -------------- | --- | -- | -- | -- | -- | -- | -- | --- | ------ |
| 1      | Uruguay        | 7   | 4  | 3  | 1  | 0  | 15 | 5  | 10  | 87,5 % |
| 2      | Brasil         | 9   | 6  | 4  | 1  | 1  | 22 | 6  | 16  | 75,0 % |
| 3      | Suecia         | 5   | 5  | 2  | 1  | 2  | 11 | 15 | –4  | 50,0 % |
| 4      | España         | 7   | 6  | 3  | 1  | 2  | 10 | 12 | –2  | 58,3 % |
| 5      | Yugoslavia     | 4   | 3  | 2  | 0  | 1  | 7  | 3  | 4   | 66,7 % |
| 6      | Suiza          | 3   | 3  | 1  | 1  | 1  | 4  | 6  | –2  | 50,0 % |
| 7      | Italia         | 2   | 2  | 1  | 0  | 1  | 4  | 3  | 1   | 50,0 % |
| 8      | Inglaterra     | 2   | 3  | 1  | 0  | 2  | 2  | 2  | 0   | 33,3 % |
| 9      | Chile          | 2   | 3  | 1  | 0  | 2  | 5  | 6  | –1  | 33,3 % |
| 10     | Estados Unidos | 2   | 3  | 1  | 0  | 2  | 4  | 8  | -4  | 33,3 % |
| 11     | Paraguay       | 1   | 2  | 0  | 1  | 1  | 2  | 4  | –2  | 25,0 % |
| 12     | México         | 0   | 3  | 0  | 0  | 3  | 2  | 10 | –8  | 0,0 %  |
| 13     | Bolivia        | 0   | 1  | 0  | 0  | 1  | 0  | 8  | –8  | 0,0 %  |

## Reconocimientos

### Goleadores

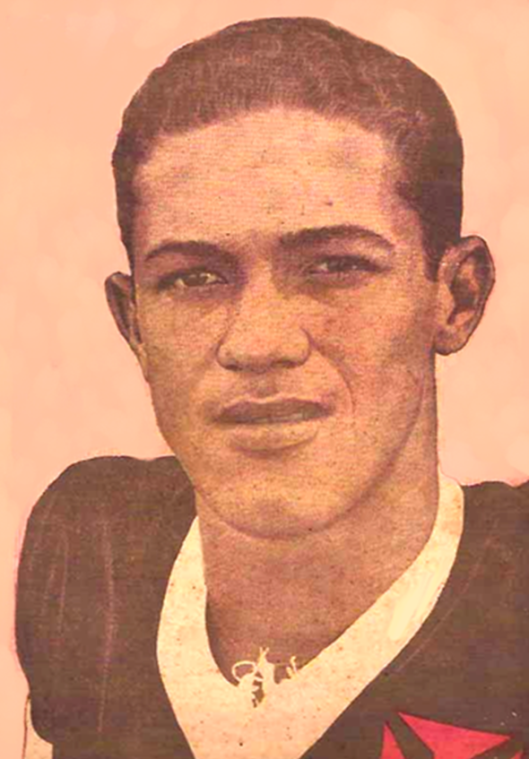
El brasileño Ademir fue el máximo goleador.

| Jugador                 | Selección | Goles |
| ----------------------- | --------- | ----- |
| Ademir                  | Brasil    | 9     |
| Óscar Míguez            | Uruguay   | 5     |
| Alcides Ghiggia         | Uruguay   | 4     |
| Chico                   | Brasil    | 4     |
| Telmo Zarra             | España    | 4     |
| Estanislao Basora       | España    | 4     |
| Juan Alberto Schiaffino | Uruguay   | 3     |
| Karl-Erik Palmér        | Suecia    | 3     |
| Stig Sundqvist          | Suecia    | 3     |

### Equipo estelar
| Porteros             | Defensores                                | Mediocampistas                            | Delanteros                             |
| -------------------- | ----------------------------------------- | ----------------------------------------- | -------------------------------------- |
| Roque Gastón Máspoli | Erik Nilsson José Parra Rodríguez Andrade | Bauer Jair Alcides Ghiggia Obdulio Varela | Ademir Zizinho Juan Alberto Schiaffino |

## Repercusión

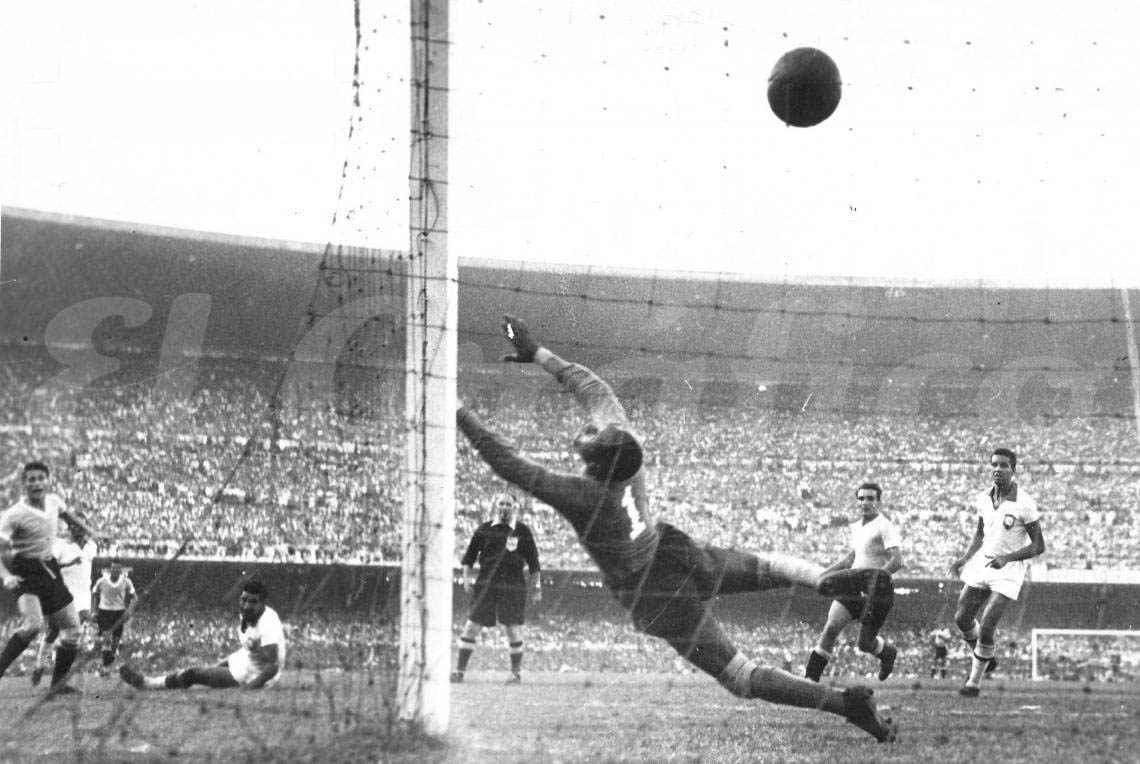
El primer gol del equipo Uruguayo, hecho por Juan Schiaffino.

El «Maracanazo» causó una tremenda conmoción entre los brasileños, que no esperaban perder su propia Copa Mundial. Los aficionados salieron de Maracaná llorando y en Río de Janeiro apenas se registraron incidentes reseñables. Durante los días siguientes, los periodistas y responsables deportivos del país se dedicaron a analizar las causas del resultado. La obra de referencia es el libro Anatomía de una derrota, obra de Paulo Perdigão, que menciona que el gol del uruguayo Ghiggia «sigue siendo el gol más famoso de la historia del fútbol brasileño (...) porque ningún otro trascendió su estatus de acontecimiento deportivo».
Entre las causas de la derrota brasileña, suele apuntarse a la preparación previa y la enorme presión social. El seleccionador Flávio Costa trasladó la concentración en la fase final al estadio São Januário, donde sus jugadores no dejaban de ser interrumpidos por políticos, patrocinadores y otras personalidades. La estrella Zizinho también echó la culpa al sistema táctico, incapaz de contrarrestar el juego uruguayo.
Algunos futbolistas fueron usados como cabeza de turco para explicar la derrota. El caso más relevante fue el del guardameta Moacir Barbosa: muchos le criticaron el resto de su vida por no haber detenido el disparo de Ghiggia. En una entrevista llegó a declarar: «La pena máxima en Brasil por un delito son treinta años, pero yo he cumplido condena durante toda mi vida por lo que hice». Bigode y Juvenal Amarijo, también señalados, no volvieron a la convocatoria nacional.
Pese a todo, Flávio Costa fue uno de los primeros en señalar que el «Maracanazo» sería un punto de inflexión para el fútbol brasileño, algo que con el paso del tiempo se ha demostrado. El primer título intercontinental de Brasil fue la Copa Mundial de 1958, y desde entonces ha evolucionado hasta convertirse en una potencia mundial de este deporte.

### Nueva equipación de Brasil
La Confederación Brasileña de Deportes decidió que la selección debía prescindir de su tradicional equipación, blanca y azul, al estar asociada con la derrota de 1950. Para elegir la nueva, el diario Correio da Manhã organizó un concurso bajo la condición de usar todos los colores de la bandera de Brasil. El diseño ganador fue obra de Aldyr García Schlee, un joven nacido en Río Grande del Sur que propuso camiseta amarilla con cuello verde, pantalón azul con franja blanca, y medias blancas y azules. El uniforme blanco se ha usado como equipación alternativa en ocasiones muy puntuales, como la Copa América 2019.
La nueva camiseta se usó por primera vez el 14 de marzo de 1954, en un amistoso contra Chile que los brasileños ganaron por 1–0. Desde entonces, a la selección de Brasil se la conoce con el sobrenombre de La Canarinha (canarios) o Verde-Amarela.